# Nekrolog 3. Quartal 1961
Nekrolog
◄◄
| ◄
| 1957
| 1958
| 1959
| 1960
| 1961 | 1962 | 1963 | 1964 | 1965 | ► | ►►
1. Quartal |
2. Quartal |
3. Quartal |
4. Quartal 1961
Weitere Ereignisse | Allgemeiner Nekrolog 1961
Die Beschreibung der verstorbenen Person sollte so kurz wie möglich gehalten sein und nur deren signifikante Tätigkeit(en) enthalten.
Neue Namen ggf. auch unter dem Geburts- und Sterbedatum, also etwa unter 1. Januar und im Geburts- und Sterbejahr (2024) eintragen (nur bei entsprechender großer Wichtigkeit). Für Beispiele siehe die schon vorhandenen Artikel.
Außerdem über die fünf zuletzt Verstorbenen, zu denen es einen ausreichend guten Artikel für eine Präsentation auf der Hauptseite gibt, nach der todesbedingten Überarbeitung der Artikel ggf. auch unter Wikipedia Diskussion:Hauptseite informieren und sie am besten auch in den anderen Wikipedia-Sprachversionen eintragen. Tipp: Regelmäßig bei news.google.de nach „ist tot“, „gestorben“ oder „verstorben“ suchen.
Wenn eine Person gestorben ist, gibt es viele Seiten zu dieser Person in der Wikipedia, die davon auch betroffen sind und entsprechend aktualisiert werden müssen. Beispiele: Namenübersichtsseite, Geburtsjahr, Geburtsort-Seiten und viele mehr.
Wie finde ich die betroffenen Seiten?
Im Suchfeld auf der linken Seite gibt man den Suchbegriff so ein: „Vorname Nachname“. Dann klickt man auf Volltext und alle Seiten mit entsprechendem Suchtext werden aufgerufen. Hier sieht man dann schnell, wo auch das Todesjahr Sinn macht oder sogar ein Teil des Artikels angepasst werden muss. Auch hilft das „Werkzeug“ auf der linken Seite sehr gut, um solche Seiten aufzufinden: „Links auf diese Seite“. Somit ist die Wikipedia wieder aktuell in allen Bereichen! Hinweis: bei Eintragung der Kategorie „Gestorben JAHR“ wird der Missbrauchsfilter 49 ausgelöst, was jedoch nicht schlimm ist. Siehe: Spezial:Missbrauchsfilter/49
Dies ist eine Liste von im dritten Quartal 1961 verstorbenen bekannten Persönlichkeiten. Die Einträge erfolgen innerhalb der einzelnen Daten alphabetisch sortiert. Tiere sind im Nekrolog für Tiere zu finden.

## Juli
| Tag      | Name                                     | Beruf, bekannt als                                                                                  | Alter | Beleg |
| -------- | ---------------------------------------- | --------------------------------------------------------------------------------------------------- | ----- | ----- |
| 1. Juli  | Nasuhi al-Buchari                        | syrischer Militär und Politiker                                                                     |       |       |
| 1. Juli  | Louis-Ferdinand Céline                   | französischer Schriftsteller und Arzt                                                               | 67    |       |
| 1. Juli  | Jānis Endzelīns                          | lettischer Linguist                                                                                 | 88    |       |
| 1. Juli  | Josef Fieger                             | deutscher Arzt                                                                                      | 73    |       |
| 1. Juli  | Willi Göber                              | deutscher Bibliothekar                                                                              | 61    |       |
| 1. Juli  | Walter Kaesbach                          | deutscher Kunsthistoriker                                                                           | 82    |       |
| 1. Juli  | Hermann Nebe                             | deutscher Schriftsteller und Journalist                                                             | 84    |       |
| 1. Juli  | Hans Reyhing                             | deutscher Heimatdichter                                                                             | 78    |       |
| 1. Juli  | Raymie Skilton                           | US-amerikanischer Eishockeyspieler                                                                  | 71    |       |
| 1. Juli  | Heinrich Vollmer                         | Firmengründer und Konstrukteur von Infanteriewaffen                                                 | 75    |       |
| 1. Juli  | Maria Wendt                              | deutsche Schauspielerin                                                                             | 85    |       |
| 2. Juli  | Paul Baerwald                            | deutsch-jüdischer Investmentbanker, Mitbegründer des Joint Distribution Committees                  | 89    |       |
| 2. Juli  | Kléber Balmat                            | französischer Skisportler                                                                           | 65    |       |
| 2. Juli  | Tullio Covre                             | italienischer Pilot                                                                                 | 43    |       |
| 2. Juli  | Sergei Nikolajewitsch Dawidenkow         | sowjetischer Neurogenetiker                                                                         | 80    |       |
| 2. Juli  | Josef Egele                              | österreichischer Politiker (VdU), Landtagsabgeordneter zum Vorarlberger Landtag                     | 64    |       |
| 2. Juli  | Pola Gauguin                             | dänisch-norwegischer Maler, Kunstkritiker und Biograf                                               | 77    |       |
| 2. Juli  | Ernest Hemingway                         | US-amerikanischer Schriftsteller                                                                    | 61    |       |
| 2. Juli  | Engelbert Kliemstein                     | österreichischer Künstler                                                                           | 26    |       |
| 2. Juli  | Heinrich Lieser                          | deutscher Politiker                                                                                 | 82    |       |
| 3. Juli  | Paul Metz                                | Schuldirektor und Politiker, Oberbürgermeister der Stadt Heilbronn (1946–1948)                      | 62    |       |
| 3. Juli  | Petar Graf Orssich                       | österreichischer Automobilrennfahrer und Adeliger                                                   | 54    |       |
| 3. Juli  | Johann Pehm                              | österreichischer Politiker (ÖVP), Landtagsabgeordneter im Burgenland, Mitglied des Bundesrates      | 62    |       |
| 3. Juli  | Georg Heinrich Thiessen                  | deutscher Astronom                                                                                  | 47    |       |
| 4. Juli  | Max Breunig                              | deutscher Fußballspieler                                                                            | 72    |       |
| 4. Juli  | Franklyn Farnum                          | US-amerikanischer Schauspieler und Varietee-Künstler                                                | 83    |       |
| 5. Juli  | Pankraz Blank                            | Landtagsabgeordneter Volksstaat Hessen                                                              | 79    |       |
| 5. Juli  | Rudolf Jungklaus                         | deutscher evangelischer Theologe                                                                    | 79    |       |
| 5. Juli  | Ernst Kaeber                             | deutscher Stadtarchivar                                                                             | 78    |       |
| 5. Juli  | Hans Friedrich Le Tanneux von Saint Paul | deutscher Verwaltungsbeamter                                                                        | 63    |       |
| 6. Juli  | Cuno Amiet                               | Schweizer Maler, Zeichner, Graphiker und Bildhauer                                                  | 93    |       |
| 6. Juli  | Friedrich August Finger                  | deutscher Bauingenieur und Baustoffkundler                                                          | 76    |       |
| 6. Juli  | Hilde Hofer-Pittschau                    | österreichische Schauspielerin                                                                      | 88    |       |
| 6. Juli  | Scott LaFaro                             | US-amerikanischer Bassist                                                                           | 25    |       |
| 6. Juli  | Enrique Larreta                          | argentinischer Diplomat und Autor                                                                   | 86    |       |
| 6. Juli  | Konstantinos Logothetopoulos             | griechischer Politiker und Ministerpräsident                                                        | 82    |       |
| 6. Juli  | Mannie McArthur                          | australischer Rugbyspieler                                                                          | 78    |       |
| 6. Juli  | Heinrich Spies                           | deutscher Politiker und Oberbürgermeister, Ehrenbürger von Düren                                    | 71    |       |
| 6. Juli  | Giovanni Treccani                        | italienischer Unternehmer, Verleger und Mäzen                                                       | 84    |       |
| 6. Juli  | Norbert Weldler                          | Zionist                                                                                             | 76    |       |
| 7. Juli  | Jost Henkel                              | deutscher Unternehmer                                                                               | 51    |       |
| 7. Juli  | Emery Huse                               | US-amerikanischer Filmtechniker                                                                     | 64    |       |
| 7. Juli  | Ernst Kaiser                             | deutscher Geograf und Hochschullehrer                                                               | 75    |       |
| 8. Juli  | Julián Bautista                          | argentinischer Komponist                                                                            | 60    |       |
| 8. Juli  | Ernst Diez                               | österreichischer Kunsthistoriker mit dem Spezialgebiet islamische Kunst                             | 82    |       |
| 8. Juli  | Paul Gros                                | französischer Automobilrennfahrer                                                                   | 70    |       |
| 8. Juli  | Karl Gutenberger                         | deutscher Politiker (NSDAP), MdR, MdL, General                                                      | 56    |       |
| 9. Juli  | Whittaker Chambers                       | US-amerikanischer Schriftsteller und Redakteur                                                      | 60    |       |
| 9. Juli  | Karl Hatzfeld                            | deutscher Bergbauingenieur, preußischer Verwaltungsbeamter, Berghauptmann beim Oberbergamt Dortmund | 84    |       |
| 09. Juli | Jozéf Popowski                           | polnischer Radrennfahrer                                                                            | 57    |       |
| 9. Juli  | Hans Schubert                            | deutscher Archivar und Historiker                                                                   | 76    |       |
| 9. Juli  | Alfred Stettbacher                       | Schweizer Sprengstofftechniker und Mitredaktor der Schweizerischen Chemiker-Zeitung                 |       |       |
| 9. Juli  | Artur Winternitz                         | britischer Mathematiker                                                                             | 68    |       |
| 9. Juli  | Wilhelm Wüstefeld                        | deutscher Politiker (CDU), MdL                                                                      | 80    |       |
| 10. Juli | Martin Joseph-Honoré LaJeunesse          | kanadischer Ordensgeistlicher, römisch-katholischer Apostolischer Vikar von Keewatin                | 70    |       |
| 10. Juli | Ernst Mangold                            | deutscher Arzt, Physiologe und Ernährungsforscher                                                   | 82    |       |
| 10. Juli | Peter Preses                             | österreichischer Schauspieler, Regisseur und Stückeschreiber                                        | 53    |       |
| 10. Juli | Dagny Servaes                            | deutsch-österreichische Theater- und Filmschauspielerin sowie Synchronsprecherin                    | 67    |       |
| 11. Juli | Erskine Butterfield                      | US-amerikanischer Jazzpianist, Arrangeur und Songwriter                                             | 48    |       |
| 11. Juli | Ben Paulen                               | US-amerikanischer Politiker                                                                         | 91    |       |
| 11. Juli | Paul Tschoffen                           | belgischer Politiker                                                                                | 83    |       |
| 12. Juli | Irving Cohn                              | US-amerikanischer Songwriter                                                                        | 63    |       |
| 12. Juli | Gregorio Adam Dalmau                     | venezolanischer römisch-katholischer Geistlicher                                                    | 67    |       |
| 12. Juli | Aloyse Klensch                           | luxemburgischer Radrennfahrer                                                                       | 47    |       |
| 12. Juli | Peter Pfisterer                          | deutscher Landwirt                                                                                  | 69    |       |
| 12. Juli | Mazo de la Roche                         | kanadische Schriftstellerin                                                                         | 82    |       |
| 12. Juli | Georg Sörgel                             | deutscher Mykologe und Pflanzenzüchter                                                              | 50    |       |
| 12. Juli | Wilhelm Weber                            | Oberbürgermeister von Hannover                                                                      | 82    |       |
| 12. Juli | Josef Weiland                            | österreichischer Mundartdichter                                                                     | 78    |       |
| 13. Juli | Alan Marshal                             | australischer Schauspieler                                                                          | 52    |       |
| 13. Juli | Clóvis Monteiro                          | brasilianischer Romanist, Lusitanist und Brasilianist                                               | 62    |       |
| 14. Juli | Albert Bogen                             | österreichisch-ungarischer Fechter                                                                  | 79    |       |
| 14. Juli | Kurt Cuno                                | deutscher Offizier, zuletzt Generalleutnant im Zweiten Weltkrieg                                    | 64    |       |
| 14. Juli | Édmond Dharancy                          | französischer Turner                                                                                | 73    |       |
| 14. Juli | Johannes Klinkenberg                     | deutscher Gymnasiallehrer und Historiker                                                            | 73    |       |
| 15. Juli | Nina Karlowna Bari                       | russische Mathematikerin                                                                            | 59    |       |
| 15. Juli | John Edward Brownlee                     | kanadischer Politiker                                                                               | 76    |       |
| 15. Juli | W. Kingsland Macy                        | US-amerikanischer Geschäftsmann, Bankier und Politiker                                              | 71    |       |
| 15. Juli | Robert Marchal                           | französischer Langstreckenläufer                                                                    | 59    |       |
| 15. Juli | Julius Wilhelm                           | deutscher Kaufmann, Verleger und Denkmalpfleger des Landkreises Lörrach                             | 88    |       |
| 15. Juli | Walther Zimmermann                       | deutscher Kunsthistoriker und Denkmalpfleger                                                        | 59    |       |
| 16. Juli | Denis Boniver                            | deutscher Architekt und Hochschullehrer                                                             | 64    |       |
| 16. Juli | Paul Cunningham                          | US-amerikanischer Politiker                                                                         | 71    |       |
| 16. Juli | Ludwig Philipp Lude                      | sozialdemokratischer Widerstandskämpfer und der Regierungspräsident Aachens                         | 65    |       |
| 17. Juli | Waldemar Abegg                           | deutscher Verwaltungsjurist                                                                         | 88    |       |
| 17. Juli | Albert Bauer                             | deutscher Historiker                                                                                |       |       |
| 17. Juli | Ty Cobb                                  | US-amerikanischer Baseballspieler und -trainer                                                      | 74    |       |
| 17. Juli | Olga Dmitrijewna Forsch                  | russische Schriftstellerin und Kommunistin                                                          | 88    |       |
| 17. Juli | Eduard Hauser                            | deutscher Offizier, zuletzt Generalleutnant im Zweiten Weltkrieg                                    | 66    |       |
| 17. Juli | Herbert Pell                             | US-amerikanischer Diplomat und Politiker (Demokratische Partei)                                     | 77    |       |
| 17. Juli | Karl Winkler                             | deutscher Heimatforscher, Literarhistoriker und Lehrer                                              | 70    |       |
| 17. Juli | Aloys Wittrup                            | deutscher Theologe, katholischer Priester, Pädagoge und päpstlicher Geheimkämmerer                  | 84    |       |
| 18. Juli | Wilhelm Appun                            | deutscher Landwirt und Politiker (DVP)                                                              | 89    |       |
| 18. Juli | Alfréd Deésy                             | ungarischer Filmregisseur und Schauspieler                                                          | 83    |       |
| 18. Juli | Walter Gotsmann                          | deutscher Maler und Naturschützer                                                                   | 70    |       |
| 18. Juli | Olaf Andreas Gulbransson                 | deutscher Architekt                                                                                 | 45    |       |
| 18. Juli | Carl Müller                              | deutscher Landrat                                                                                   | 74    |       |
| 18. Juli | Philippina Roth                          | deutsche Widerstandskämpferin gegen den Nationalsozialismus                                         | 63    |       |
| 19. Juli | Joaquín Samuel de Anchorena              | argentinischer Politiker, Bürgermeister von Buenos Aires                                            | 84    |       |
| 19. Juli | Mary Dreaver                             | neuseeländische Klavierlehrerin, Frauenrechtlerin und Politikerin der New Zealand Labour Party      | 74    |       |
| 19. Juli | Hjalmar Gullberg                         | schwedischer Dichter                                                                                | 63    |       |
| 19. Juli | Walter Klaas                             | deutscher Pfarrer und Professor für Dogmen- und Theologiegeschichte                                 | 56    |       |
| 19. Juli | Paul Willard Merrill                     | US-amerikanischer Astronom                                                                          | 73    |       |
| 19. Juli | Wilhelm Weizsäcker                       | sudetendeutscher Jurist und Rechtshistoriker                                                        | 74    |       |
| 20. Juli | Erich Gnewuch                            | deutscher SA-Mann und Gaswagenfahrer                                                                | 57    |       |
| 20. Juli | Sigfrid Jacobsson                        | schwedischer Marathonläufer                                                                         | 78    |       |
| 20. Juli | Kurt-Jürgen von Lützow                   | deutscher Offizier und Generalleutnant im Zweiten Weltkrieg                                         | 68    |       |
| 20. Juli | Ernest Hall Templin                      | US-amerikanischer Romanist und Hispanist                                                            | 62    |       |
| 20. Juli | Tsuji Masanobu                           | Oberst der kaiserlich japanischen Armee                                                             | 60    |       |
| 20. Juli | George Walter Tyrrell                    | britischer Geologe und Petrologe                                                                    | 78    |       |
| 21. Juli | Georgi Fjodorowitsch Alexandrow          | sowjetischer Philosoph, Politiker und Propagandaleiter des ZK der KPdSU                             | 53    |       |
| 22. Juli | Leopoldo Buteler                         | römisch-katholischer Geistlicher, Bischof von Río Cuarto                                            | 79    |       |
| 22. Juli | Karekin Chatschadurjan                   | 81. Patriarchat von Konstantinopel der Armenischen Apostolischen Kirche                             | 80    |       |
| 22. Juli | Friedrich Dietsch                        | deutscher Maler                                                                                     | 71    |       |
| 22. Juli | Georg Rosen                              | deutscher Diplomat                                                                                  | 65    |       |
| 22. Juli | Martin Othmar Winterhalter               | Schweizer Industrieller und Erfinder des modernen Reissverschlusses                                 | 72    |       |
| 22. Juli | Eduard von Winterstein                   | deutscher Film- und Theaterschauspieler                                                             | 89    |       |
| 23. Juli | Johann Beck                              | liechtensteinischer Politiker (FBP)                                                                 | 76    |       |
| 23. Juli | Esther Dale                              | US-amerikanische Schauspielerin und Sängerin                                                        | 75    |       |
| 23. Juli | Valentine Davies                         | US-amerikanischer Drehbuchautor, Filmproduzent, Filmregisseur                                       | 55    |       |
| 23. Juli | Martin Haftmann                          | deutscher Fußballspieler                                                                            | 62    |       |
| 23. Juli | Rudolf Katz                              | deutscher Politiker (SPD), MdL, Verfassungsrichter                                                  | 65    |       |
| 23. Juli | Alexei Dmitrijewitsch Speranski          | russischer experimenteller Pathologe                                                                | 73    |       |
| 23. Juli | Josef Törnig                             | deutscher Jurist im Dienste des NS-Regimes                                                          | 61    |       |
| 23. Juli | Arthur Wiggins                           | britischer Ruderer                                                                                  | 69    |       |
| 24. Juli | Hans Borowik                             | deutscher Autor und Sportfunktionär                                                                 | 74    |       |
| 24. Juli | Hubert Bryan Heath Eves                  | britischer Manager                                                                                  | 78    |       |
| 24. Juli | Albert Kehm                              | deutscher Schauspieler und Regisseur; Generalintendant der Württembergischen Landestheater          | 80    |       |
| 25. Juli | Emilio de la Forest de Divonne           | italienischer Jurist, Politiker und Sportfunktionär                                                 | 61    |       |
| 25. Juli | Heinz Diekmann                           | deutscher Politiker (CDU), Oberbürgermeister von Hamm                                               | 55    |       |
| 25. Juli | Wilhelm Fenner                           | deutscher Kryptoanalytiker während des Zweiten Weltkriegs                                           | 70    |       |
| 25. Juli | Hugo Valvanne                            | finnischer Diplomat                                                                                 | 67    |       |
| 26. Juli | Eino Forsström                           | finnischer Turner                                                                                   | 72    |       |
| 26. Juli | Hermann Weidemann                        | deutscher Politiker (SPD), MdL                                                                      | 73    |       |
| 27. Juli | Anni Krahnstöver                         | deutsche Politikerin (SPD), MdL, MdB                                                                | 57    |       |
| 27. Juli | Theodor Ruhrländer                       | deutscher Politiker (CDU), MdL                                                                      | 65    |       |
| 27. Juli | Jochen Wimmer                            | deutscher Rennreiter und Sportjournalist                                                            |       |       |
| 27. Juli | Hans Zimbal                              | deutscher Maler, Grafiker und Kunsterzieher                                                         | 72    |       |
| 28. Juli | Detlef Cölln                             | deutscher Schulleiter und Schulbuchautor                                                            | 85    |       |
| 28. Juli | Karl von Gonnermann                      | bayerischer Oberstleutnant und Militärschriftsteller                                                | 84    |       |
| 28. Juli | Tonomura Shigeru                         | japanischer Schriftsteller                                                                          | 58    |       |
| 29. Juli | Harry O. Hoyt                            | US-amerikanischer Filmregisseur und Drehbuchautor                                                   | 75    |       |
| 29. Juli | Otto Weipert                             | deutscher Reichsgerichtsrat                                                                         | 87    |       |
| 30. Juli | Adolf Dasbach                            | deutscher Bergwerksdirektor                                                                         | 74    |       |
| 30. Juli | Rudolf Schilberg                         | österreichischer Gewichtheber                                                                       | 66    |       |
| 30. Juli | Domenico Tardini                         | italienischer Kardinal der römisch-katholischen Kirche                                              | 73    |       |
| 30. Juli | Friedrich Zotter                         | österreichischer Architekt                                                                          | 67    |       |
| 31. Juli | Paul Deman                               | belgischer Radrennfahrer                                                                            | 72    |       |
| 31. Juli | Heinrich Henes                           | deutscher Architekt                                                                                 | 84    |       |
| 31. Juli | Waldemar Mitscherlich                    | deutscher Staatswissenschaftler                                                                     | 84    |       |
| 31. Juli | Randolph M. Pate                         | US-amerikanischer General und Commandant des US Marine Corps                                        | 63    |       |
| 31. Juli | Herbert Jennings Rose                    | britischer Klassischer Philologe kanadischer Herkunft                                               | 78    |       |

## August
| Tag        | Name                                | Beruf, bekannt als                                                                                              | Alter | Beleg |
| ---------- | ----------------------------------- | --- | ----- | ----- |
| 1. August  | Konrad Eberle                       | österreichischer Kinderarzt und Politiker (ÖVP), Landtagsabgeordneter                                           | 58    |       |
| 01. August | Martin Koch                         | deutscher Radrennfahrer                                                                                         | 73    |       |
| 1. August  | Jacques Johan Mogendorff            | niederländischer Kaufmann und Spieleautor                                                                       | 62    |       |
| 1. August  | Anton Pfrogner                      | sudetendeutscher Politiker (NSDAP), MdR und Generalarbeitsführer                                                | 74    |       |
| 1. August  | Oskar Spiel                         | österreichischer Pädagoge und Psychologe                                                                        | 69    |       |
| 1. August  | Philip Stainton                     | britischer Schauspieler                                                                                         | 53    |       |
| 1. August  | Adri Voorting                       | niederländischer Radrennfahrer                                                                                  | 30    |       |
| 2. August  | Richard Hertz                       | deutscher Botschafter in Südkorea und Mexiko                                                                    | 63    |       |
| 2. August  | Alfred Kunz                         | österreichischer Bühnen- und Kostümbildner                                                                      | 67    |       |
| 2. August  | Peter Stockhausen                   | deutscher Politiker (CDU), Oberbürgermeister von Bonn (1948–1951)                                               | 62    |       |
| 2. August  | Rudolf Stummer von Traunfels        | österreichischer Zoologe                                                                                        | 94    |       |
| 2. August  | Werner Werenskiold                  | norwegischer Geologe und Geograph                                                                               | 78    |       |
| 3. August  | Giovan Battista Angioletti          | italienischer Journalist und Schriftsteller                                                                     | 64    |       |
| 3. August  | Nicola Canali                       | italienischer Kardinal der römisch-katholischen Kirche                                                          | 87    |       |
| 3. August  | Bruno Lopinski                      | deutscher Schauspieler, Aufnahmeleiter und Filmproduktionsleiter                                                | 83    |       |
| 3. August  | Pawel Petrowitsch Sokolow-Skalja    | sowjetischer Maler und Grafiker                                                                                 | 62    |       |
| 3. August  | Zoltán Tildy                        | ungarischer evangelischer Geistlicher und Politiker, Ministerpräsident (1945–1946) und Staatspräsident (1946... | 71    |       |
| 4. August  | Gerty Godden                        | deutsche Sängerin, Schauspielerin und Kabarettistin                                                             | 55    |       |
| 4. August  | John Hewitt                         | südafrikanischer Zoologe und Archäologe                                                                         | 80    |       |
| 4. August  | Maurice Tourneur                    | französischer Drehbuchautor und Regisseur                                                                       | 88    |       |
| 5. August  | Sidney Holland                      | Premierminister von Neuseeland                                                                                  | 67    |       |
| 5. August  | Václav Kopecký                      | tschechoslowakischer Minister und Parteifunktionär                                                              | 63    |       |
| 5. August  | Erich Pritsch                       | deutscher Jurist, Senatspräsident am BGH (1950–1953)                                                            | 74    |       |
| 5. August  | Hanns Seidel                        | deutscher Politiker (BVP und CSU), MdL                                                                          | 59    |       |
| 6. August  | Ejnar Dyggve                        | dänischer Architekt, Archäologe und Architekturhistoriker                                                       | 73    |       |
| 6. August  | Max Gasser                          | deutscher Jurist                                                                                                | 75    |       |
| 6. August  | Carl Jellouschek                    | österreichischer Benediktiner und Universitätsprofessor                                                         | 73    |       |
| 6. August  | Werner Segtrop                      | deutscher Schauspieler und Synchronsprecher                                                                     | 56    |       |
| 6. August  | Jozef-Ernest Van Roey               | belgischer Geistlicher, Erzbischof von Mechelen und Kardinal der römisch-katholischen Kirche                    | 87    |       |
| 7. August  | Frank Buchman                       | US-amerikanischer Theologe und geistiger Führer der Oxford-Gruppe                                               | 83    |       |
| 7. August  | Kurt Wachholder                     | deutscher Physiologe, Hochschullehrer und Rektor der Universität Rostock                                        | 68    |       |
| 8. August  | Avram Galanti Bodrumlu              | türkischer Hochschullehrer, Journalist, Politiker und Philosoph jüdischen Glaubens                              | 88    |       |
| 8. August  | Willi Kropp                         | deutscher Politiker (KPD, SED)                                                                                  | 61    |       |
| 8. August  | Mei Lanfang                         | Peking-Oper-Darsteller                                                                                          | 66    |       |
| 8. August  | Ernst Richter                       | österreichischer Filmarchitekt                                                                                  | 70    |       |
| 8. August  | Werner Villinger                    | deutscher Kinder- und Jugendpsychiater                                                                          | 73    |       |
| 9. August  | Erwin Johannes Bach                 | deutscher Musikwissenschaftler, Komponist und Schriftsteller                                                    | 63    |       |
| 9. August  | Kye Yong-muk                        | südkoreanischer Schriftsteller                                                                                  | 56    |       |
| 9. August  | Heinrich Reich                      | deutscher Arzt, Maler und Musiker                                                                               | 73    |       |
| 9. August  | Walter Bedell Smith                 | US-amerikanischer General, Diplomat und Direktor der CIA                                                        | 65    |       |
| 10. August | Hans Georg Brenner                  | deutscher Schriftsteller, Übersetzer und Lektor                                                                 | 58    |       |
| 10. August | Walter Franck                       | deutscher Schauspieler                                                                                          | 65    |       |
| 10. August | Jean Gilles                         | französischer General                                                                                           | 56    |       |
| 10. August | Marion Mahony Griffin               | US-amerikanische Architektin                                                                                    | 90    |       |
| 10. August | Richard Hoffmann                    | österreichischer Literaturübersetzer                                                                            | 69    |       |
| 10. August | Hubert Spierts                      | niederländischer Pastor und Figur der niederländischen Kunst- und Literaturszene                                | 78    |       |
| 10. August | Franz Zell                          | deutscher Architekt und Volkskundler                                                                            | 95    |       |
| 11. August | Ion Barbu                           | rumänischer Schriftsteller und Mathematiker                                                                     | 66    |       |
| 11. August | Elvira Betrone                      | italienische Schauspielerin                                                                                     | 80    |       |
| 11. August | Géza von Bolváry                    | ungarischer Schauspieler, Drehbuchautor und Regisseur                                                           | 63    |       |
| 11. August | Demósthenes                         | brasilianischer Fußballspieler                                                                                  | 69    |       |
| 11. August | Max Kloss                           | deutscher Ingenieur und Hochschullehrer                                                                         | 88    |       |
| 11. August | Richard Lewisohn                    | deutsch-US-amerikanischer Mediziner                                                                             | 86    |       |
| 11. August | Hans Nawiasky                       | österreichischer Staatsrechtler und einer der Väter der Verfassung des Freistaates Bayern von 1946              | 80    |       |
| 11. August | Johanna Senfter                     | deutsche Komponistin                                                                                            | 81    |       |
| 11. August | Antanas Škėma                       | litauischer Schriftsteller                                                                                      | 50    |       |
| 12. August | Robert Gerbrand                     | deutscher katholischer Pfarrer, am Wiederaufbau in Hannover-Misburg beteiligt                                   | 57    |       |
| 12. August | Tan Kah Kee                         | chinesischer Philanthrop und Großindustrieller                                                                  | 86    |       |
| 12. August | Tom Scott                           | US-amerikanischer Komponist und Sänger                                                                          | 49    |       |
| 13. August | Adeline De Walt Reynolds            | US-amerikanische Schauspielerin                                                                                 | 98    |       |
| 13. August | Karl Jahnke                         | kommunistischer Politiker (KPD) MdHB und Gewerkschafter                                                         | 63    |       |
| 14. August | Thomas Aass                         | norwegischer Diplomat und Segler                                                                                | 74    |       |
| 14. August | Henri Breuil                        | französischer Prähistoriker                                                                                     | 84    |       |
| 14. August | Kurt Brüning                        | deutscher Geograph und Geologe                                                                                  | 63    |       |
| 14. August | Guido Alberto Fano                  | italienischer Komponist, Dirigent und Pianist                                                                   | 86    |       |
| 14. August | Julius Hirsch                       | deutsch-amerikanischer Wirtschaftswissenschaftler                                                               | 78    |       |
| 14. August | Howard J. McMurray                  | US-amerikanischer Politiker                                                                                     | 60    |       |
| 14. August | Heddle Nash                         | englischer Sänger                                                                                               | 67    |       |
| 14. August | Nadeschda Andrejewna Obuchowa       | russisch-sowjetische Opernsängerin                                                                              | 75    |       |
| 14. August | Armin Renker                        | deutscher Politiker (CDU) und Autor                                                                             | 70    |       |
| 14. August | Luigi Russo                         | italienischer Romanist, Italianist und Literaturwissenschaftler                                                 | 68    |       |
| 14. August | Clark Ashton Smith                  | US-amerikanischer Dichter, Bildhauer, Maler und Autor von Horror- und Science-Fiction-Kurzgeschichten           | 68    |       |
| 14. August | Lionello Venturi                    | italienischer Kunstkritiker und Kunsthistoriker                                                                 | 76    |       |
| 15. August | Percy Austin                        | englischer Fußballspieler                                                                                       | 58    |       |
| 15. August | Katharine Emily Eggar               | walisisch-britische Sängerin, Suffragette und Strafrechtsreformerin                                             | 87    |       |
| 15. August | Morton Harvey                       | US-amerikanischer Vaudeville-Künstler und Sänger                                                                | ≈75   |       |
| 15. August | Rudolf Kummerer                     | österreichischer Komponist                                                                                      | 77    |       |
| 15. August | Alfrēds Lazdiņš                     | lettischer Fußballspieler                                                                                       | 61    |       |
| 15. August | Stick McGhee                        | US-amerikanischer Blues- und Rhythm-and-Blues-Gitarrist und Sänger                                              | 44    |       |
| 15. August | Otto Ruge                           | norwegischer Generalleutnant                                                                                    | 79    |       |
| 15. August | Mario Sironi                        | italienischer Maler des Futurismus und des Novecento                                                            | 76    |       |
| 16. August | Karl Berckmüller                    | deutscher Politiker (NSDAP) und leitender Gestapobeamter                                                        | 65    |       |
| 16. August | Gottlob Binder                      | deutscher Politiker (SPD), hessischer Staatsminister                                                            | 76    |       |
| 16. August | Hugo Hirsch                         | deutscher Operetten- und Schlagerkomponist                                                                      | 77    |       |
| 16. August | Wilhelm Schwarzhaupt                | deutscher Pädagoge und Politiker (DVP, LDP), MdL                                                                | 89    |       |
| 16. August | Hermann Seiler                      | Schweizer Politiker und Unternehmer                                                                             | 85    |       |
| 17. August | Violet Kemble-Cooper                | britische Schauspielerin                                                                                        | 74    |       |
| 17. August | Walter Klein                        | österreichischer Musiktheoretiker, Komponist und Musikpädagoge                                                  | 79    |       |
| 17. August | Paul Neumann                        | deutscher Politiker (SPD), MdHB, Hamburger Senator                                                              | 81    |       |
| 17. August | Tom Reed                            | US-amerikanischer Drehbuchautor                                                                                 | 59    |       |
| 17. August | Carlos Salzedo                      | Harfenist und Komponist                                                                                         | 76    |       |
| 17. August | Jakob Savinšek                      | jugoslawischer Bildhauer, Maler und Dichter                                                                     | 39    |       |
| 18. August | Leonhard Frank                      | deutscher Schriftsteller                                                                                        | 78    |       |
| 18. August | Learned Hand                        | US-amerikanischer Richter und Rechtsgelehrter                                                                   | 89    |       |
| 18. August | Josef Piechl                        | deutscher Politiker (DBP), MdL, MdR                                                                             | 71    |       |
| 18. August | Julius Wentscher junior             | deutsch-australischer Maler                                                                                     | 80    |       |
| 19. August | Harvey Cloyd Philpott               | US-amerikanischer Politiker                                                                                     | 52    |       |
| 19. August | Margrit Rupf-Wirz                   | Schweizer Kunstsammlerin                                                                                        | 74    |       |
| 20. August | Percy Williams Bridgman             | US-amerikanischer Physiker, Nobelpreisträger                                                                    | 79    |       |
| 20. August | Erich Eriksen                       | deutscher Regisseur, Produzent und Drehbuchautor von Stummfilmen                                                | 78    |       |
| 20. August | Gwen Lee                            | US-amerikanische Schauspielerin                                                                                 | 56    |       |
| 20. August | Erik Lundqvist                      | schwedischer Sportschütze                                                                                       | 65    |       |
| 20. August | Maurice Troillet                    | Schweizer Politiker                                                                                             | 81    |       |
| 20. August | Otto Zehentbauer                    | deutscher Bildhauer                                                                                             | 80    |       |
| 21. August | Dorothy Burgess                     | US-amerikanische Schauspielerin                                                                                 | 54    |       |
| 21. August | Emilio Botero González              | kolumbianischer römisch-katholischer Geistlicher, Bischof von Pasto                                             | 77    |       |
| 21. August | Domenico Donna                      | italienischer Fußballspieler                                                                                    | 78    |       |
| 21. August | Pierre d’Hugues                     | französischer Fechter                                                                                           | 87    |       |
| 21. August | Simons Kagans                       | lettischer Fußballspieler                                                                                       | 54    |       |
| 21. August | Emil Johannes Kühne                 | deutscher Kalligraf und Typograf                                                                                | 51    |       |
| 21. August | Marco Levi Bianchini                | italienischer Arzt und Psychoanalytiker                                                                         | 85    |       |
| 21. August | Augusto Rostagni                    | italienischer Altphilologe                                                                                      | 68    |       |
| 21. August | Hermann Sinnhuber                   | deutscher Ingenieur, Manager der deutschen Elektroindustrie und Pionier der drahtlosen Telegraphie              | 83    |       |
| 21. August | Gotthold Steiner                    | schweizerisch-US-amerikanischer Helminthologe                                                                   | 75    |       |
| 22. August | Auguste Brun                        | französischer Romanist und Provenzalist                                                                         | 80    |       |
| 22. August | Gerhard Heiland                     | deutscher Jurist und Richter des Bundesverfassungsgerichts                                                      | 67    |       |
| 22. August | Theophil Kaufmann                   | deutscher Politiker (CDU), MdHB, MdL                                                                            | 72    |       |
| 22. August | Max Nekut                           | österreichischer Theater- und Filmkünstler                                                                      | 78    |       |
| 22. August | Eric Harold Neville                 | britischer Mathematiker                                                                                         | 72    |       |
| 22. August | Jonathan Petersen                   | grönländischer Komponist, Liedermacher, Dichter, Schriftsteller, Sprachwissenschaftler, Organist, Politiker,... | 80    |       |
| 22. August | G. Ward Price                       | britischer Journalist                                                                                           |       |       |
| 22. August | Ida Siekmann                        | deutsches Todesopfer der Berliner Mauer                                                                         | 58    |       |
| 22. August | Ossian Skiöld                       | schwedischer Leichtathlet                                                                                       | 72    |       |
| 22. August | Leonhard Steinwender                | österreichischer Geistlicher, Widerstandskämpfer und Autor                                                      | 71    |       |
| 23. August | Ebba Atterbom                       | schwedische Übersetzerin                                                                                        | 93    |       |
| 23. August | Hans Ferdinand Bubbe                | deutscher Schulmann und Heimatforscher                                                                          | 88    |       |
| 23. August | Philip Powell Calvert               | US-amerikanischer Entomologe                                                                                    | 90    |       |
| 23. August | Jean de Gavardie                    | französischer Automobilrennfahrer                                                                               | 52    |       |
| 23. August | Gotthard Sachsenberg                | deutscher Marineoffizier, Unternehmer und Politiker (Wirtschaftspartei), MdR                                    | 69    |       |
| 23. August | Jean Sébilleau                      | französischer Automobilrennfahrer                                                                               | 59    |       |
| 23. August | Lucio Torreblanca                   | mexikanischer Geistlicher, Erzbischof von Durango                                                               | 66    |       |
| 23. August | Beals Wright                        | US-amerikanischer Tennisspieler                                                                                 | 81    |       |
| 24. August | Rudolf Beyschlag                    | deutscher Bauingenieur                                                                                          | 70    |       |
| 24. August | Giovanni Borromeo                   | italienischer Arzt und Gerechter unter den Völkern                                                              | 62    |       |
| 24. August | Wilhelm Kaiser                      | deutscher Politiker                                                                                             | 84    |       |
| 24. August | Günther Kempf                       | deutscher Schiffbauingenieur                                                                                    | 76    |       |
| 24. August | Georg Krücke                        | Oberbürgermeister von Wiesbaden (1930–1933 und 1945–1946)                                                       | 81    |       |
| 24. August | Günter Litfin                       | erster Toter an der Berliner Mauer                                                                              | 24    |       |
| 24. August | Detmar Heinrich Sarnetzki           | deutscher Journalist und Schriftsteller                                                                         | 82    |       |
| 24. August | Ludwig Schiller                     | deutscher Physiker und Professor an der Universität Leipzig                                                     | 78    |       |
| 24. August | Francesco Trombadori                | italienischer Maler                                                                                             | 75    |       |
| 25. August | Paul Blomert                        | deutscher Rechtsanwalt                                                                                          |       |       |
| 25. August | Rudolf Meier                        | deutscher Politiker (NSDAP)                                                                                     | 60    |       |
| 25. August | Ernst Roters                        | deutscher Komponist und Filmkomponist                                                                           | 69    |       |
| 25. August | Morris William Travers              | englischer Chemiker                                                                                             | 89    |       |
| 25. August | Carl Wiederhold                     | deutscher Maler                                                                                                 | 98    |       |
| 26. August | Vittore Frigerio                    | Schweizer Journalist und Schriftsteller                                                                         | 76    |       |
| 26. August | Gustav Hammer                       | deutscher Eisenbahningenieur                                                                                    | 85    |       |
| 26. August | Howard P. Robertson                 | US-amerikanischer Physiker                                                                                      | 58    |       |
| 26. August | Gail Russell                        | US-amerikanische Film- und Fernsehschauspielerin                                                                | 36    |       |
| 27. August | Hermann Becker-Freyseng             | deutscher Mediziner, Angeklagter im Nürnberger Ärzteprozess                                                     | 51    |       |
| 27. August | Fritz Esser                         | deutscher Politiker (SPD, KPD), MdHB, MdR                                                                       | 75    |       |
| 27. August | Carl Ringvold junior                | norwegischer Segler                                                                                             | 58    |       |
| 27. August | Henryk Waghalter                    | polnischer Cellist, Komponist und Musikpädagoge                                                                 | ≈92   |       |
| 27. August | Fritz Wolf                          | deutscher Kunstturner                                                                                           | 81    |       |
| 28. August | Carsten M. Carlsen                  | norwegischer Organist, Dirigent und Komponist                                                                   | 69    |       |
| 28. August | Hans Kallmeyer                      | deutscher Maler und Grafiker                                                                                    | 78    |       |
| 28. August | Beppo Levi                          | italienischer Mathematiker                                                                                      | 86    |       |
| 28. August | Paul-Émile Naggiar                  | französischer Diplomat                                                                                          | 78    |       |
| 29. August | George Blake                        | schottischer Schriftsteller und Redakteur                                                                       | 67    |       |
| 29. August | Roland Hoff                         | vermutlich das dritte Opfer der Berliner Mauer                                                                  | 27    |       |
| 29. August | Hubert M. Meingast                  | österreichisch-deutscher Ingenieur                                                                              | 50    |       |
| 29. August | Niels Petersen                      | dänischer Turner                                                                                                | 76    |       |
| 29. August | Wladimir Wladimirowitsch Sofronizki | russischer Pianist                                                                                              | 60    |       |
| 29. August | Hryhorij Tjutjunnyk                 | ukrainischer Drehbuchautor, Schriftsteller und Dichter                                                          | 41    |       |
| 30. August | Hermann Buchal                      | deutscher Komponist, Pianist, Organist, Chorleiter und Musikpädagoge                                            | 77    |       |
| 30. August | Mario Enrique Cantù                 | argentinischer Komponist und Musikkritiker                                                                      | 58    |       |
| 30. August | Charles Coburn                      | US-amerikanischer Schauspieler                                                                                  | 84    |       |
| 30. August | Julius Ellenbogen                   | deutscher Jurist und Richter am obersten Gericht der Französischen Besatzungszone (1945)                        | 83    |       |
| 30. August | Edmund Neuendorff                   | deutscher Pädagoge und Sportführer                                                                              | 86    |       |
| 31. August | William Baring                      | deutscher Maler und Grafiker                                                                                    | 80    |       |
| 31. August | Oskar Robert Donau                  | österreichischer Maler                                                                                          | 63    |       |
| August     | Guglielmo Sandri                    | italienischer Automobil- und Motorradrennfahrer                                                                 | 55    |       |

## September
| Tag           | Name                                                  | Beruf, bekannt als                                                                         | Alter | Beleg |
| ------------- | ----------------------------------------------------- | ------------------------------------------------------------------------------------------ | ----- | ----- |
| 1. September  | George Jacob Abbott                                   | US-amerikanischer Musikpädagoge, Kapellmeister und Komponist                               | 69    |       |
| 1. September  | Karl Wilhelm Altheim                                  | deutscher Jurist und Politiker                                                             | 61    |       |
| 1. September  | Erich Bartels                                         | deutscher Schauspieler                                                                     | 70    |       |
| 1. September  | Harris Birkeland                                      | norwegischer Alttestamentler und Semitist                                                  | 57    |       |
| 1. September  | Ernst-Christoph Brühler                               | deutscher Politiker (DP), MdB                                                              | 70    |       |
| 1. September  | Albert Dietrich                                       | deutscher Pathologe                                                                        | 88    |       |
| 1. September  | William Z. Foster                                     | US-amerikanischer Politiker (CPUSA) und Gewerkschaftsführer                                | 80    |       |
| 1. September  | Eero Saarinen                                         | finnisch-US-amerikanischer Architekt                                                       | 51    |       |
| 1. September  | Daniel Sigloch                                        | deutscher Bauingenieur und kommunaler Baubeamter                                           | 87    |       |
| 2. September  | Gian Maria Cominetti                                  | italienischer Theaterregisseur und Drehbuchautor                                           | 76    |       |
| 2. September  | Anton Endstorfer                                      | österreichischer Bildhauer und Medailleur                                                  | 81    |       |
| 2. September  | Glenn James                                           | US-amerikanischer Mathematiker                                                             | 78    |       |
| 2. September  | Erwin von Kreibig                                     | deutscher Maler, Zeichner und Grafiker                                                     | 57    |       |
| 3. September  | Carlos Alvarado Lang                                  | mexikanischer Grafiker                                                                     | 56    |       |
| 3. September  | Diana Blumenfeld                                      | jiddischsprachige Sängerin und Schauspielerin in Polen                                     | 58    |       |
| 3. September  | Clarence E. Case                                      | US-amerikanischer Politiker                                                                | 83    |       |
| 3. September  | Adolf Matthias                                        | deutscher Pionier der Elektrotechnik in der Gewitter- und Hochspannungsforschung           | 79    |       |
| 3. September  | Séverin Moisse                                        | kanadischer Pianist, Komponist und Musikpädagoge                                           | 66    |       |
| 3. September  | J. M. Troska                                          | tschechischer Schriftsteller                                                               | 80    |       |
| 4. September  | Emil von Dungern                                      | deutscher Mediziner                                                                        | 93    |       |
| 4. September  | Isidore Fattal                                        | syrischer Erzbischof                                                                       | 74    |       |
| 4. September  | Josef Haubrich                                        | Kölner Kunstsammler und Mäzen                                                              | 72    |       |
| 4. September  | Charles D. B. King                                    | Präsident von Liberia                                                                      | 86    |       |
| 4. September  | Friedrich Klein                                       | deutscher Politiker (SPD), MdL                                                             | 62    |       |
| 4. September  | Hermann Noë                                           | deutscher Unternehmer und Werftdirektor                                                    | 81    |       |
| 4. September  | Joaquim Renart                                        | spanischer Zeichner, Maler und Innenarchitekt katalanischer Abstammung                     | 82    |       |
| 4. September  | Paul Ristau                                           | deutscher Politiker (SPD, USPD), MdR                                                       | 85    |       |
| 4. September  | Théodore Simon                                        | französischer Psychologe                                                                   | 88    |       |
| 5. September  | Lewis Ellsworth Akeley                                | US-amerikanischer Naturwissenschaftler sowie Hochschullehrer                               | 100   |       |
| 5. September  | Gertrud von Brockdorff                                | deutsche Schriftstellerin                                                                  | 68    |       |
| 5. September  | Kit Clardy                                            | US-amerikanischer Politiker                                                                | 69    |       |
| 5. September  | Philipp Klöter                                        | deutscher Maler                                                                            | 69    |       |
| 5. September  | Elizabeth Douglas Van Buren                           | britische Klassische und Vorderasiatische Archäologin                                      | 79    |       |
| 6. September  | Adolf Bauer                                           | deutscher Kommunalpolitiker (SPD)                                                          | 79    |       |
| 7. September  | Pieter Sjoerds Gerbrandy                              | Ministerpräsident der niederländischen Exilregierung in London                             | 76    |       |
| 7. September  | Emanuele Grazzi                                       | italienischer Diplomat                                                                     | 70    |       |
| 7. September  | DeWitt C. Ramsey                                      | US-amerikanischer Admiral der US Navy                                                      | 72    |       |
| 7. September  | Paul Roth                                             | Schweizer Historiker und Politiker                                                         | 64    |       |
| 8. September  | Wilhelm Ellinghaus                                    | deutscher Jurist, Politiker (SPD), MdL und Richter des Bundesverfassungsgerichts           | 73    |       |
| 8. September  | Hilde Marchwitza                                      | deutsche Übersetzerin und Widerstandskämpferin gegen den Nationalsozialismus               | 61    |       |
| 9. September  | Willibald Schallert                                   | Leiter des Arbeitseinsatzes für Juden in Hamburg (1940–1945)                               | 65    |       |
| 9. September  | Alois Theissen                                        | deutscher Geistlicher und NS-Opfer                                                         | 61    |       |
| 10. September | Wolfgang Graf Berghe von Trips                        | deutscher Automobilrennfahrer                                                              | 33    |       |
| 10. September | Leo Carrillo                                          | US-amerikanischer Film- und Theaterschauspieler                                            | 80    |       |
| 10. September | Ulrich Haberland                                      | deutscher Chemiker                                                                         | 60    |       |
| 10. September | Ernest Payne                                          | britischer Radrennfahrer                                                                   | 76    |       |
| 10. September | Frederick Pethick-Lawrence, 1. Baron Pethick-Lawrence | britischer Politiker                                                                       | 89    |       |
| 10. September | Jerzy Antoni Potocki                                  | polnischer Politiker und Diplomat                                                          | 72    |       |
| 11. September | Peter Adamer                                          | österreichischer Pastoraltheologe und Hochschullehrer                                      | 80    |       |
| 11. September | Thomas Braun                                          | belgischer Schriftsteller, Literaturwissenschaftler und Jurist                             | 85    |       |
| 11. September | Guida Diehl                                           | deutsche Pädagogin und Frauenrechtlerin                                                    | 93    |       |
| 11. September | George Irving                                         | US-amerikanischer Schauspieler und Regisseur                                               | 86    |       |
| 11. September | Josip Kosmatin                                        | jugoslawischer Radrennfahrer                                                               | 63    |       |
| 11. September | Vilhelm Lorenzen                                      | dänischer Historiker und Kunsthistoriker                                                   | 84    |       |
| 11. September | Siegfried Strugger                                    | österreichischer Botaniker                                                                 | 55    |       |
| 11. September | Niko Županič                                          | jugoslawischer Anthropologe und Politiker                                                  | 84    |       |
| 12. September | Phil M. Donnelly                                      | US-amerikanischer Politiker                                                                | 70    |       |
| 12. September | Carl Hermann                                          | deutscher Physiker, Professor für Kristallographie                                         | 63    |       |
| 12. September | Clarence W. Meadows                                   | US-amerikanischer Politiker                                                                | 57    |       |
| 12. September | Arthur Welti                                          | Schweizer Hörfunkjournalist, Autor, Schauspieler und Regisseur                             | 59    |       |
| 13. September | Harry Isaacs                                          | südafrikanischer Boxer                                                                     | 53    |       |
| 13. September | Fritz Mühlenweg                                       | deutscher Maler und Schriftsteller                                                         | 62    |       |
| 13. September | Leopold Wolfgang Rochowanski                          | österreichischer Journalist                                                                | 73    |       |
| 14. September | Paul ten Bruggencate                                  | deutscher Astronom                                                                         | 60    |       |
| 14. September | Ernesto Gnesa                                         | italienischer Motorradrennfahrer                                                           |       |       |
| 14. September | Walter Hörnlein                                       | deutscher Offizier, zuletzt General der Infanterie im Zweiten Weltkrieg                    | 68    |       |
| 14. September | Ella Margold                                          | österreichische Textilkünstlerin                                                           | 74    |       |
| 14. September | Werner Strecker                                       | deutscher Archivar                                                                         | 75    |       |
| 15. September | Hans Breuer                                           | deutscher Fotograf                                                                         | 91    |       |
| 15. September | Maria Föhrenbach                                      | Ordensgründerin                                                                            | 78    |       |
| 15. September | Wilhelm Hüllmantel                                    | deutscher Unternehmer                                                                      | 83    |       |
| 15. September | Elisabeth Mühlenweg                                   | deutsche Malerin und Illustratorin                                                         | 51    |       |
| 15. September | Heinrich Nietmann                                     | deutscher Politiker (NSDAP), MdR                                                           | 60    |       |
| 16. September | Overton Brooks                                        | US-amerikanischer Politiker                                                                | 63    |       |
| 16. September | Hasan Fehmi Ataç                                      | türkischer Politiker                                                                       |       |       |
| 16. September | Hasan Polatkan                                        | türkischer Politiker und Finanzminister der Türkei (1950–1955 und 1956–1960)               |       |       |
| 16. September | Wolf Stern                                            | Leiter des Instituts für Deutsche Militärgeschichte in Potsdam                             | 63    |       |
| 16. September | Friedrich Zacher                                      | deutscher Entomologe                                                                       | 77    |       |
| 16. September | Karolis Žalkauskas                                    | litauischer Jurist, Richter und Politiker                                                  | 69    |       |
| 16. September | Fatin Rüştü Zorlu                                     | türkischer Diplomat, Politiker, Außenminister der Türkei (1957–1960)                       |       |       |
| 16. September | Rudolf Zu der Luth                                    | österreichischer Generalmajor und Geograph                                                 | 81    |       |
| 17. September | Hans Böhler                                           | österreichischer Maler                                                                     | 77    |       |
| 17. September | Mack Discant                                          | US-amerikanischer Songwriter                                                               | 45    |       |
| 17. September | Willy Henneberg                                       | deutscher Politiker (SPD), MdA                                                             | 63    |       |
| 17. September | Adnan Menderes                                        | türkischer Politiker und Ministerpräsident                                                 |       |       |
| 17. September | Rudolf Urban                                          | deutsches Maueropfer                                                                       | 47    |       |
| 18. September | Dag Hammarskjöld                                      | schwedischer Politiker, Generalsekretär der Vereinten Nationen (1953–1961)                 | 56    |       |
| 18. September | Monrad Charles Wallgren                               | US-amerikanischer Politiker                                                                | 70    |       |
| 18. September | Heinrich Wieschhoff                                   | deutscher Ethnologe und politischer Berater                                                | 55    |       |
| 19. September | Hans Leb                                              | österreichischer Architekt, Lyriker, Grafiker und Maler                                    | 52    |       |
| 19. September | Edwin Nelson                                          | US-amerikanischer Politiker                                                                | 79    |       |
| 19. September | Hedwig Ranafier-Bulling                               | deutsche Malerin                                                                           | 78    |       |
| 20. September | Hermann Buschmann                                     | deutscher Maler                                                                            | 85    |       |
| 20. September | Antoni Jurasz                                         | polnischer Chirurg und Hochschullehrer                                                     | 79    |       |
| 20. September | Werner Kirchner                                       | deutscher Germanist mit dem Schwerpunkt Hölderlin                                          | 66    |       |
| 20. September | Kazimierz Lagosz                                      | katholischer Theologe Kapitularvikar von Breslau                                           | 73    |       |
| 20. September | Andrzej Munk                                          | polnischer Regisseur und Kameramann                                                        | 39    |       |
| 21. September | Maurice Delage                                        | französischer Komponist und Pianist                                                        | 81    |       |
| 21. September | Earle Dickson                                         | US-amerikanischer Erfinder                                                                 | 68    |       |
| 21. September | Uno Kōji                                              | japanischer Schriftsteller                                                                 | 70    |       |
| 22. September | Marion Davies                                         | US-amerikanische Schauspielerin                                                            | 64    |       |
| 22. September | Guy de Luget                                          | französischer Florettfechter                                                               | 77    |       |
| 22. September | Henry Lorenzen                                        | dänischer Schauspieler                                                                     | 62    |       |
| 22. September | Adolf Pöffel                                          | deutscher antifaschistischer Widerstandskämpfer und KPD- und SED-Funktionär                | 46    |       |
| 22. September | Carl Robrecht                                         | deutscher Musiker, Kapellmeister und Komponist                                             | 73    |       |
| 22. September | Roland Schacht                                        | deutscher Filmkritiker und Drehbuchautor                                                   | 73    |       |
| 22. September | Albin Skoda                                           | österreichischer Film- und Theaterschauspieler und Synchronsprecher                        | 51    |       |
| 23. September | Elmer Diktonius                                       | finnlandschwedischer Schriftsteller                                                        | 65    |       |
| 23. September | John Eldredge                                         | US-amerikanischer Schauspieler                                                             | 57    |       |
| 23. September | Jacques Moreau                                        | belgischer Althistoriker                                                                   | 43    |       |
| 23. September | Seymour Nebenzahl                                     | deutsch-US-amerikanischer Filmproduzent                                                    | 64    |       |
| 23. September | Romeo Neri                                            | italienischer Turner                                                                       | 58    |       |
| 23. September | Hans Schaefer                                         | deutscher Althistoriker und Hochschullehrer                                                | 55    |       |
| 23. September | Franz Wollmann                                        | österreichischer Pädagoge                                                                  | 90    |       |
| 24. September | Tore Blom                                             | schwedischer Leichtathlet                                                                  | 81    |       |
| 24. September | Paul Brown                                            | US-amerikanischer Politiker                                                                | 81    |       |
| 24. September | Art Christmas                                         | kanadischer Bandleader und Multiinstrumentalist                                            | 55    |       |
| 24. September | Anton Koch                                            | deutscher Gutsbesitzer und Politiker                                                       | 79    |       |
| 24. September | Carlos Obregón Santacilia                             | mexikanischer Architekt                                                                    | 64    |       |
| 24. September | Sumner Welles                                         | US-amerikanischer Politiker                                                                | 68    |       |
| 25. September | August Blaha                                          | österreichischer Fußballspieler                                                            | 73    |       |
| 25. September | Olav Gullvåg                                          | norwegischer Schriftsteller                                                                | 75    |       |
| 25. September | Johnny Tyler                                          | US-amerikanischer Country-Musiker                                                          | 43    |       |
| 26. September | Peter Dawson                                          | australischer Bassbariton                                                                  | 79    |       |
| 26. September | Robert Eichelberger                                   | US-amerikanischer General                                                                  | 75    |       |
| 26. September | Eily Malyon                                           | britische Schauspielerin                                                                   | 81    |       |
| 26. September | Murtuza Məmmədov                                      | aserbaidschanischer Tenor, Musikpädagoge und Musikethnologe                                | 64    |       |
| 26. September | Olga Segler                                           | Maueropfer                                                                                 | 80    |       |
| 26. September | Charles Erwin Wilson                                  | US-amerikanischer Geschäftsmann und Politiker                                              | 71    |       |
| 27. September | Ferdinand Glaser                                      | österreichischer Architekt                                                                 | 81    |       |
| 27. September | H. D.                                                 | US-amerikanische Schriftstellerin                                                          | 75    |       |
| 27. September | Bentley Purchase                                      | britischer Rechtsmediziner                                                                 | 70    |       |
| 27. September | Josep Maria de Sagarra                                | katalanischer Dichter, Romancier, Dramaturg, Journalist, Übersetzer und Schriftsteller     | 67    |       |
| 27. September | Simon de Vries Czn.                                   | niederländischer Politiker, Finanzminister                                                 | 92    |       |
| 28. September | Charles Arthur Banks                                  | kanadischer Bergbauingenieur und Unternehmer, Vizegouverneur von British Columbia          | 76    |       |
| 28. September | Max Benirschke                                        | österreichischer Architekt, Kunsthandwerker, Illustrator, Hochschullehrer und Anthroposoph | 81    |       |
| 28. September | Walter Hasemann                                       | deutscher Geologe und Badischer Landesgeologe                                              | 71    |       |
| 28. September | Sándor Jávorka                                        | ungarischer Botaniker                                                                      | 78    |       |
| 28. September | Erich Kamke                                           | deutscher Mathematiker                                                                     | 71    |       |
| 29. September | Albert Falderbaum                                     | deutscher Kunstflieger                                                                     | 48    |       |
| 29. September | August Henneberger                                    | deutscher Bildhauer                                                                        | 88    |       |
| 29. September | Reinhard Herbig                                       | deutscher Klassischer Archäologe                                                           | 63    |       |
| 29. September | Heinrich Reining                                      | deutscher Unternehmer                                                                      | 76    |       |
| 29. September | Samuel R. Spencer                                     | US-amerikanischer Politiker                                                                | 89    |       |
| 30. September | Hans Buchheit                                         | deutscher Kunsthistoriker                                                                  | 83    |       |
| 30. September | Paul Eagler                                           | US-amerikanischer Fotograf, Kameramann für Spezialeffektekünstler                          | 71    |       |
| 30. September | Onésime Gagnon                                        | kanadischer Politiker, Vizegouverneur von Québec                                           | 72    |       |
| 30. September | Selim Hassan                                          | ägyptischer Ägyptologe                                                                     | 74    |       |
| 30. September | Gustav Kohne                                          | deutscher Pädagoge und Schriftsteller                                                      | 89    |       |
| 30. September | Michael Memelauer                                     | österreichischer Geistlicher, Bischof von St. Pölten                                       | 87    |       |
| 30. September | Karl Ratz                                             | deutscher Politiker (SPD), MdL                                                             | 64    |       |
| September     | Richard König                                         | deutscher Filmproduzent                                                                    | 61    |       |